# Karimnagar
Karimnagar (hindi करीमनगर, trl. Karīmnagar) – miasto w środkowych Indiach, w środkowo-północnej części stanu Telangana, w dystrykcie Karimnagar, około 130 km na północny wschód od stolicy stanu – Hajdarabadu. Do 1 czerwca 2014 miasto było położone w stanie Andhra Pradeś. Jest siedzibą administracyjną dystryktu.
W 2011 miasto zamieszkiwało 261 185 osób. Mężczyźni stanowili 50,5% populacji, kobiety 49,5%. Umiejętność pisania posiadało 85,82% mieszkańców w przedziale wiekowym od siedmiu lat wzwyż, przy czym odsetek ten był wyższy u mężczyzn – 91,38%. Wśród kobiet wynosił 80,17%. Dzieci do lat sześciu stanowiły 10,1% ogółu mieszkańców miasta. W strukturze wyznaniowej zdecydowanie przeważali hinduiści – 77,10%. Islam deklarowało 20,71%; 1,30% liczyła społeczność chrześcijan, 0,37% sikhów, 0,02% buddystów i 0,02% dźinistów.
Nazwa miasta pochodzi od nazwiska Kazi Karimuddina – członka Zgromadzenia Konstytucyjnego, które w 1949 uchwaliło Konstytucję Indii.
W mieście rozwinął się przemysł spożywczy, bawełniany, drzewny oraz rzemieślniczy.